# Psychophasma erosa
Psychophasma erosa là một loài bướm đêm thuộc phân họ Arctiinae, họ Erebidae.